# Montoneros

Flaga używana przez Peronistowski Ruch Montoneros

Peronistowski Ruch Montoneros (hiszp. Movimiento Peronista Montoneros, MPM) – peronistyczna organizacja partyzancka w Argentynie, aktywna w latach 70. XX wieku.

## Historia
Ruch utworzony został w 1964 roku. Grupował zwolenników  byłego populistycznego prezydenta kraju Juana Peróna. Zbrojne działania Montoneros rozpoczęły się w 1970 roku. Członkowie grupy mieli na koncie zabójstwa, napady na banki i porwania dla okupu, lokalnie miejsce miały zbrojne powstania Montoneros. Pierwszą akcją bojowników było zamordowanie generała Pedro Eugenio Aramburu w czerwcu 1970 roku. Perón po powrocie z wygnania w 1973 roku nawiązał jednak bliskie relacje z prawicą i potępił Montoneros, wobec czego grupa zdecydowała się kontynuować rewolucyjną skrajnie lewicową działalność bojową. W grudniu 1975 roku rebelianci zaatakowali koszary w Buenos Aires, atak zakończył się całodzienną bitwą. Pod koniec lat 70. działalność grupy została stłamszona przez wojsko i prawicowe grupy terrorystyczne w trakcie tzw. brudnej wojny. Wielu działaczy zostało zabitych, w samym tylko 1976 roku zginęło 1200 partyzantów. W 1978 roku pokonana formacja przeniosła swoją kwaterę główną na Kubę.
Grupa Montoneros odpowiedzialna była za spektakularne operacje przeprowadzone przez płetwonurków sformowanych pod koniec 1974 roku Specjalnych Grup Bojowych (GEC). 1 listopada 1974 roku podkładając bombę w łodzi zabili generała policji Villara z żoną. 22 sierpnia 1975 roku, w rocznicę masakry członków grup antyrządowych w bazie marynarki w Trelew w 1972 roku, uszkodzili w stoczni najnowszy niszczyciel marynarki Argentyny ARA „Santísima Trinidad”. 14 grudnia tego roku uszkodzili jacht „Itati” dowódcy marynarki. Doświadczenie członków Specjalnych Grup Bojowych zostało docenione przez władze Argentyny i uczestniczyli oni w planowanej operacji przeciwko brytyjskim okrętom w Gibraltarze podczas wojny o Falklandy-Malwiny w 1982 roku, lecz została ona pokrzyżowana przez hiszpańską policję.
Prezydent Carlos Saúl Menem amnestionował członków organizacji. Kilku byłych bojowników zajęło stanowiska w administracji Néstora Kirchnera.
Liderami Montoneros byli Mario Firmenich, Fernando Abal Medina i Mario Eduardo Firmenich.

## Liczebność
W szczytowym okresie formacja liczyła 5 tysięcy bojowników wspieranych przez 15 tysięcy aktywnych sympatyków. Z czasem liczba członków spadła poniżej 350.

## Powiązania zagraniczne
Grupa otrzymywała wsparcie od rządu kubańskiego.

## Ideologia
Peronistowski Ruch Montoneros odwoływał się do peronizmu i wyznawał poglądy lewicowo-nacjonalistyczne i lewicowo-chrześcijańskie.